# بيل بوسويل
بيل بوسويل (بالإنجليزية: Bill Boswell)‏ هو موظف مدني أسترالي، ولد في 30 سبتمبر 1911، وتوفي في 17 فبراير 1976.